# Oreochromis lidole
Oreochromis lidole är en fiskart som först beskrevs av Trewavas, 1941.  Oreochromis lidole ingår i släktet Oreochromis och familjen Cichlidae. IUCN kategoriserar arten globalt som starkt hotad. Inga underarter finns listade i Catalogue of Life.